# Eduardo Tous de la Ossa
Eduardo José "Joche" Tous de la Ossa (Bogotá, 2 de diciembre de 1974) es un ingeniero y político colombiano. Fue miembro de la Cámara de Representantes en el periodo 2014-2018, elegido con 85.658 votos en Córdoba por el Partido de la U.

## Educación
Tous de la Ossa es ingeniero civil de la Universidad de la Costa en Barranquilla. Es especialista en Alta Gerencia de la Universidad del Sinú y Especialista en Gerencia de Construcciones de la Pontificia Universidad Javeriana.

## Carrera política
A los 32 años, fue nombrado director regional del Instituto Colombiano de Bienestar Familiar en Córdoba, puesto que ocupó de 2007 a 2013, siendo nombrado por Elvira Forero durante el gobierno de Álvaro Uribe.

## Actualidad
Actualmente, busca ser reelegido en la Cámara de Representantes en las elecciones legislativas de Colombia de 2018 por el Partido de la U.
Se le acusa de ser el heredero político de los "Ñoños" Elías Besayle y Musa Besayle, ambos presos por corrupción. Ha sido investigado por la Fiscalía. Tous de la Ossa es acusado de manejar su influencia política, construida durante su dirección del ICBF en Córdoba, para controlar contratos y votos en el departamento de Córdoba.